# یوکو کاگابو
یوکو کاگابو (انگلیسی: Yoko Kagabu؛ زادهٔ ۲۸ اکتبر ۱۹۶۰) بازیکن والیبال اهل ژاپن است.